# António Pacheco
Pour les articles homonymes, voir Pacheco.
Ne doit pas être confondu avec Antonio Pacheco.
António Pacheco, nom complet António Manuel Pacheco Domingos, est un footballeur portugais né le 1er décembre 1966 à Portimão (Algarve) et mort à Faro (Algarve) le 20 mars 2024. Il joue au poste d’ailier droit.

## Biographie
António Pacheco joue principalement en faveur du Benfica Lisbonne et du Sporting CP. Il est finaliste de la Coupe d'Europe des clubs champions en 1988 et 1990 avec le Benfica Lisbonne, et remporte deux titres de champion du Portugal avec ce club.
Au total, António Pacheco dispute 213 matchs en première division portugaise, inscrivant 32 buts. Il dispute également 21 matchs en Ligue des champions, marquant à 3 reprises.
António Pacheco reçoit trois sélections en équipe du Portugal entre 1989 et 1991. Sa première sélection a lieu le 15 février 1989, lors d'un match face à la Belgique comptant pour les éliminatoires de la Coupe du monde 1990.

## Carrière
- Finaliste de la Coupe d'Europe des clubs champions en 1988 et 1990 avec le Benfica Lisbonne
- Champion du Portugal en 1989 et 1991 avec le Benfica Lisbonne
- Vainqueur de la Coupe du Portugal en 1993 avec le Benfica Lisbonne
- Finaliste de la Coupe du Portugal en 1989 avec le Benfica Lisbonne et en 1994 avec le Sporting Portugal
- Vainqueur de la Supercoupe du Portugal en 1989 avec le Benfica Lisbonne

## Décès
Pacheco est décédé à Faro le 20 mars 2024 à l'âge de 57 ans. Il était malade une semaine avant de mourir lors d'une partie de bowling avec des amis, où il a perdu connaissance après un arrêt cardiaque. Malgré les efforts, il n’a jamais pu reprendre conscience et a été déclaré en état de mort cérébrale le lendemain à l’hôpital.